# Rhyssemus archambaulti
Rhyssemus archambaulti är en skalbaggsart som beskrevs av Bénard 1929. Rhyssemus archambaulti ingår i släktet Rhyssemus och familjen Aphodiidae. Inga underarter finns listade i Catalogue of Life.